# ضريح سيد مظفر سيد منصور
 ضريح سید مظفر سید منصور  بالفارسية ( آرامگاه سید مظفر سید منصور ) من علماء أهل السنة والجماعة. اختار الطريقة القادرية منهجاً له. وتعد الضريح من أهم المقاصد السياحية والدينية في قرية (كوخرد) التي تتبع ناحية كوخرد  (بالفارسية: بخش كوخرد)  من توابع مدينة بستك وتقع في محافظة هرمزگان في جنوب غرب إيران. هو الأخ الأصغر لسيد محمد سيد منصور  وأحد أحفاد العالم الفاضل الشيخ محمد عمر بن سیف ‌الله القتالي يرجع نسبهم إلى الحسين بن علي بن أبي طالب.
في غربي «ناحية كوخرد» وعلى بعد 1000 متر جنوباً ً في جنوب دوكنبدان يرقد ضريح العالم الجليل (سید مظفر سید منصور القتالي).
وبجوار هذا البناء «قبر سيد محمد بن سيد زينل القتالي الهاشمي القرشي» المعروف بـقاضي كوخرد أحد الدعاة المعروفين الذي توفي عام 1400 للهجرة.

## الضريح
الضريح أو المقام مُشيَّدة معمارية تبنى على قبر أحد الأشخاص تخليداً لذكراه، وقد ظهرت هذه الفكرة في الحضارات القديمة كالأهرامات لدى الفراعنة التي استخدمت كمدافن لملوكهم.
ترك العرب المسلمون في بداية دولتهم الاهتمام بالشكل الخارجي للقبور وذلك طاعة وعملا بالحديث النبوي { خير القبور الدوارس }، ولكن مع توسع أرجاء الدولة الإسلامية واختلاط القوميات فيها تأثر العرب المسلمون بحضارات وعادات تلك الشعوب التي دخلت في الإسلام كالفرس والسلاجقة والهنود وغيرهم وأخذوا عنهم فكرة بناء الأضرحة والمقامات فوق قبور عظماء عصرهم تخليداً لذكراهم.

## وصلات خارجية
- التقسيمات الادارية لمحافظة هرمزگان
- التقسيمات الادارية لمحافظة هرمزگان (بلده كوخرد)